# Laudo Arbitral Espanhol
O Laudo Arbitral Espanhol (em castelhano:  Laudo Arbitral Español, oficialmente Laudo sobre a Questão dos Limites entre a República da Colômbia e os Estados Unidos da Venezuela) foi uma sentença emitida pela Rainha Regente da Espanha, María Cristina de Habsburgo (em nome de seu filho, o Rei Alfonso XIII) em 16 de março de 1891 na cidade de Madrid com o objetivo de resolver as diferenças fronteiriças entre a Colômbia e a Venezuela.

## Considerações
Em conformidade com o Tratado Arosemena-Guzmán, assinado em 1881, a sentença seria inapelável e definitiva. Por esse motivo, as comissões de ambas as nações enviaram extensa documentação sobre o caso à então Rainha Regente da Espanha, María Cristina de Habsburgo, a fim de para apoiar suas respectivas alegações. A rainha também forneceu documentação depositada no Arquivo Nacional da Espanha.

## Sentença e traçado dos limites
Depois de examinar as reais cédulas apresentadas pelas partes e os documentos em poder do governo espanhol, María Cristina de Habsburgo, de acordo com o seu Conselho de Ministros, emitiu uma sentença arbitral em 16 de março de 1891, que para efeitos de demarcação, encontra-se se divida em 6 trechos: 1.º La Guajira, 2.º Sierras de Perijá e Motillones, 3.º San Faustino, 4.º Serranía del Tama, 5.º Rios Sarare, Arauca e Meta, 6.º Rios Orinoco e Negro, definindo o limite comum.

## Consequências
A atual fronteira Colômbia–Venezuela segue fielmente a linha demarcada pelo laudo arbitral, embora esta não tenha sido isenta de discussões por  ambas as repúblicas e de problemáticas no momento da execução, uma vez que a sentença especificou alguns trechos com nomes inexistentes.

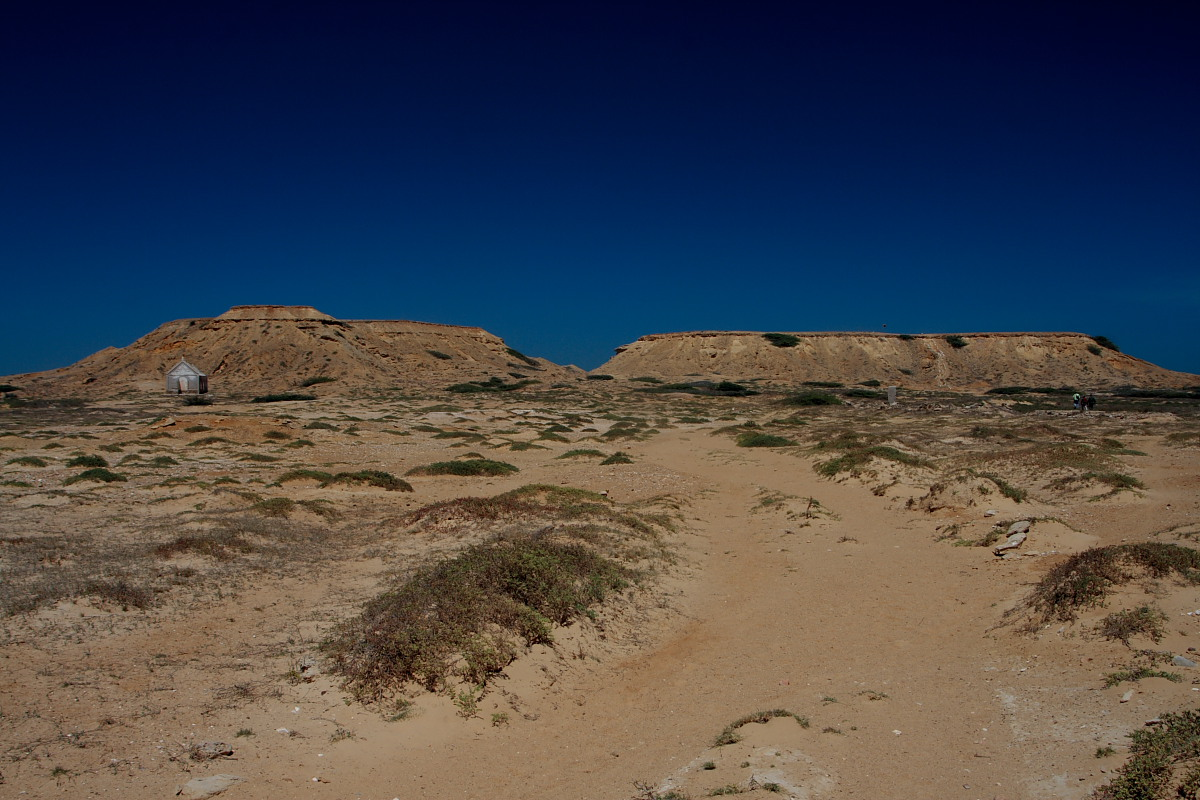
Vista dos morros de Castilletes, na fronteira colombiana-venezuelana.

Devido a estas imprecisões, o governo colombiano solicitou ao seu homólogo venezuelano que organizasse uma comissão para resolver definitivamente as fronteiras não naturais nas áreas afetadas. Contudo, não houve acordo. Depois disso, ambos os governos decidiram executar o laudo espanhol conforme estipulado no seu texto. Esta tarefa teve início em 1900, começando a demarcar o limite de La Guajira até o sul. Como a comissão não conseguiu encontrar o marco n.º 1, que o laudo denominou Mogote de los Frailes, esta interpretou que Castilletes reunia as condições para ser o local indicado pela decisão arbitral.
A modificação do limite, feita sem consulta aos respectivos governos, deu origem a subsequentes problemas fronteiriços (alguns ainda hoje presentes no que diz respeito à delimitação de áreas marinhas e subaquáticas no golfo), o que levou à suspensão da demarcação em 1901. Após vários anos de negociações, finalmente, em 1916, ambos os Estados assinaram um acordo no qual deixaram a resolução da disputa sobre a demarcação e execução do  Laudo Espanhol nas mãos do Conselho Federal Suíço. O referido conselho emitiu uma sentença em 1922, que confirmou a fronteira estabelecida pela arbitragem espanhola; tal laudo e arbitragem seriam ratificados com o Tratado López de Mesa-Gil Borges de 1941.